# Jeux sud-asiatiques de 1991
Les Jeux sud-asiatiques 1991 se sont déroulés à Colombo, au Sri Lanka en 1991. Il s'agit de la 5e édition.

## Tableaux des médailles
| Rang | Nation     | Or | Argent | Bronze | Total |
| ---- | ---------- | -- | ------ | ------ | ----- |
| 1er  | Inde       | 64 | 59     | 41     | 164   |
| 2e   | Sri Lanka  | 44 | 34     | 40     | 118   |
| 3e   | Pakistan   | 28 | 32     | 25     | 85    |
| 4e   | Bangladesh | 4  | 8      | 28     | 40    |
| 5e   | Népal      | 2  | 8      | 29     | 39    |
| 6e   | Maldives   | 0  | 1      | 0      | 1     |
| 7e   | Bhoutan    | 0  | 0      | 0      | 0     |